# (25253) 1998 UV29
A (25253) 1998 UV29 a Naprendszer kisbolygóövében található aszteroida. Eric Walter Elst fedezte fel 1998. október 18-án.